# Thun (schweizerische Adelsgeschlechter)
Unter dem Namen von Thun bestanden im 12. und 13. Jahrhundert im Berner Oberland zwei Adelsfamilien, die eine freien Standes, die andere als Ministerialen der Grafen von Kyburg. Die Freiherren von Thun sollen aus dem Umfeld der Grafen von Rapperswil stammen, während aus der Ritterfamilie von Thun als Seitenzweig auch die Herren von Burgistein hervorgingen.

## Freiherren von Thun
Die Freiherren von Thun hatten ihren Sitz auf einer Burg in Thun, die nicht mit dem heutigen Schloss Thun identisch ist. Sie hatten Grundbesitz am rechten Ufer des Thunersees und im Tal nach Grindelwald. Zu ihrer Herkunft gab es eine ältere, inzwischen in Frage gestellte Vorstellung, wonach sich die Familie von den hochburgundischen Grafen von Bargen herleitete. Verworfen wurde auch die Annahme, es handle sich um einen Seitenzweig der Grafen von Kyburg. Eine neuere Vermutung sieht eine Adelsgruppe aus der Ostschweiz, die um 1200 in Thun Fuss fasste. Zur ersten bekannten Generation zählen die Brüder Werner (erw. 1130–1146) und Ulrich von Thun (erw. 1133). Die letzte bekannte Generation bestand aus den drei Brüdern Burkhard, Konrad, und Heinrich. Burkard war 1221 bis 1236 Herr von Unspunnen. Sein Bruder war unter dem Namen Konrad I. ab 1213 der 16. Abt des Klosters Einsiedeln; er starb am 13. oder 14. Mai 1234. Da in Einsiedeln nur Mönche aus freiherrlichen Familien aufgenommen wurden, ist der Stand dieser drei von Thun sicher nachgewiesen. Der dritte Bruder war als Heinrich II. von Thun seit 1216 Bischof von Basel.

## Ministerialen von Thun
Zu Beginn des 13. Jahrhunderts wird als erster Vertreter der niederadeligen Familie ein Ritter Ulrich von Thun genannt (erw. 1224–1233). Ebenfalls Ritter war Heinrich von Thun (erw. 1236–1239). Jordan der Ältere von Thun war der Vater von Jordan I. und von Rudolf von Thun (erw. 1246). Über Ritter Jordan I. von Thun (erw. 1236–1271) ist mehr bekannt, da er um 1260 mit einem Gütertausch vom Kloster Interlaken Besitz um das Dorf Burgistein erwarb. Dort, vielleicht an Stelle eines Vorgängerbaus, errichtete er eine Burg, nach der sich sein Sohn Jordan II. von Burgistein nannte (erw. 1266; gest. vor 1309). Jordan I. übte 1260 das Amt eines Schultheissen der Stadt Thun aus und war daher ein Dienstmann von Graf Hartmann V. dem Jüngeren von Kyburg. Als dieser 1263 starb, übertrug sich das Dienstverhältnis auf dessen Witwe Elisabeth von Burgund, Gräfin von Kyburg, und die Erbtochter Anna von Kyburg, Begründerin der Familie Neu-Kyburg. Als Ministeriale besass Jordan I. von Thun auf dem Burghügel ein Festes Haus.
Wegen der gleich lautenden Vornamen werden auch Ulrich von Thun, von 1280 bis 1285 Abt von Frienisberg, sowie Heinrich von Thun, 1286 Kaplan des Chorherrenstifts Zofingen, zur Ministerialenfamilie gerechnet.